# Corythalia xanthopa
Corythalia xanthopa là một loài nhện trong họ Salticidae.
Loài này thuộc chi Corythalia. Corythalia xanthopa được Crane miêu tả năm 1948.